# Карельская губерния
«Каре́льская губе́рния» — еженедельная газета, выходит в Петрозаводске с 1996 года, распространяется в Республике Карелия.

## Общие сведения
Первый выпуск газеты состоялся в 1996 году под названием «Губерния». Учредитель и издатель — КРОО «Содружество средств массовой информации» (Петрозаводск).
С 2003 года выходит под названием «Карельская губерния», тиражом до 20 тыс. экземпляров.
Газета публикует актуальные материалы о социальных, экономических и политических проблемах и достижениях в Республике Карелия. Распространяется по подписке и в розничной продаже в Петрозаводске и районах Карелии.
Главный редактор
- Николай Габалов
- Лариса Жданова[1]
- Иван Гусев[2] (с 2006 года)